# Renault Pulse
Der Renault Pulse ist ein fünftüriger Kleinwagen des Automobilherstellers Renault Nissan Automotive India. Das Modell wurde zwischen 2012 und 2017 in Indien vermarktet und basiert auf der vierten Generation des Nissan Micra.
Der Pulse ist geringfügig länger als sein Nissan-Schwestermodell. Zur Wahl standen ein Otto- und ein Dieselmotor.
|                            | Pulse Diesel               | Pulse Petrol                |
| -------------------------- | -------------------------- | --------------------------- |
| Motorkennung               | K9K dCi                    | XH5                         |
| Motortyp                   | 4-Zylinder, 8 Ventile SOHC | 3-Zylinder, 12 Ventile DOHC |
| Hubraum                    | 1461 cm³                   | 1198 cm³                    |
| Bohrung × Hub              | 76 mm × 80,5 mm            | 78 mm × 83,6 mm             |
| Maximale Leistung          | 47 kW (64 PS) bei 4000/min | 56 kW (76 PS) bei 6000/min  |
| Maximales Drehmoment       | 160 Nm bei 2000/min        | 104 Nm bei 4000/min         |
| Getriebeart                | manuelles 5-Gang-Getriebe  | manuelles 5-Gang-Getriebe   |
| Höchstgeschwindigkeit      | 160 km/h                   | 160 km/h                    |
| Beschleunigung, 0–100 km/h | 16,0 s                     | 18,0 s                      |
| Tankkapazität              | 41 Liter                   | 41 Liter                    |
| Kraftstoffversorgung       | Common-Rail-Einspritzung   | Saugrohreinspritzung        |

Es gibt die Ausstattungslinien RxE, RxL und RxZ.